# Directive-cadre pour la protection des sols

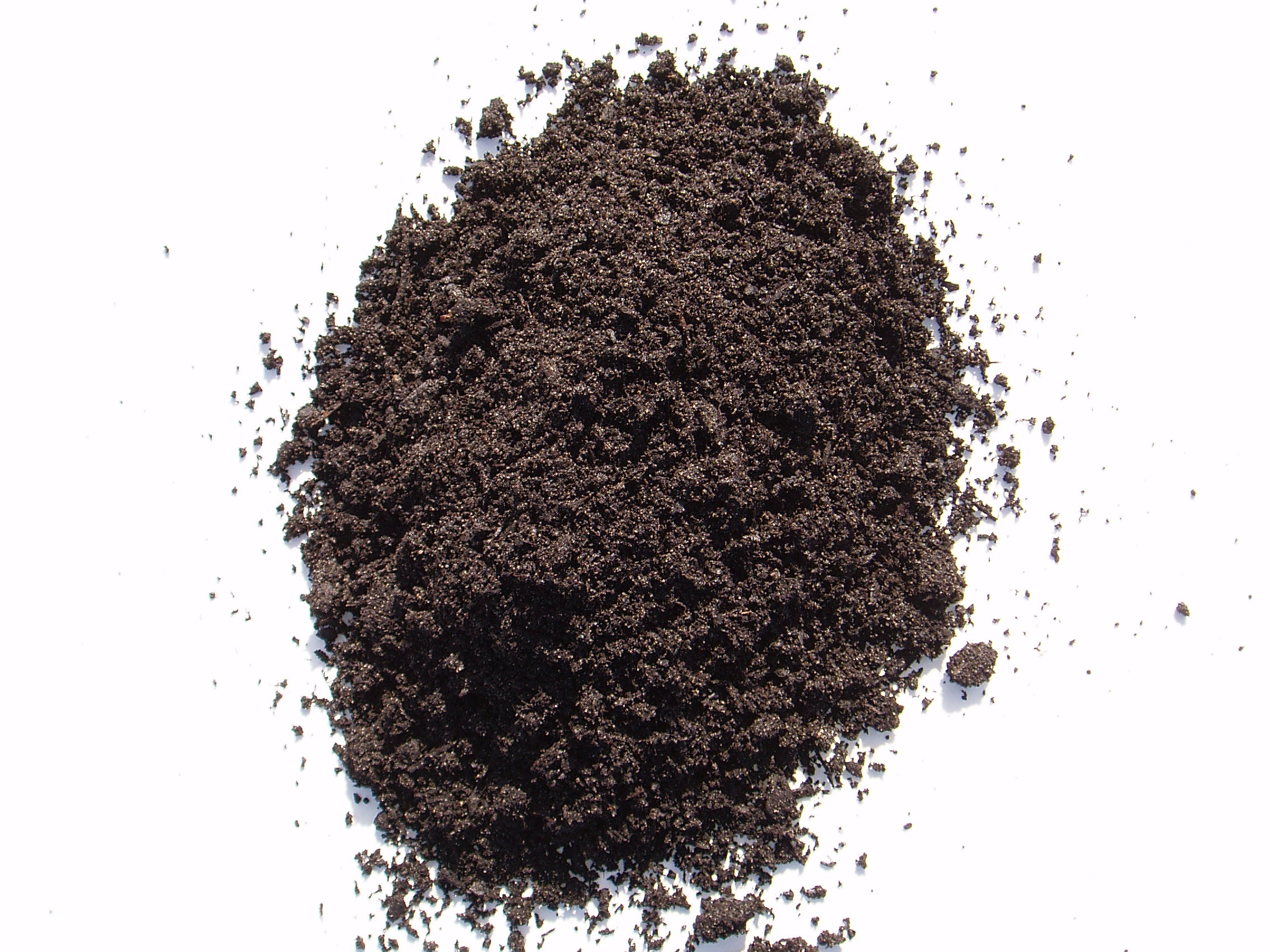
Le sol est une ressource naturelle plus ou moins renouvelable selon les contextes biogéographique et dans le temps.
Dans la plupart des régions européennes, les sols se sont dégradés et de nombreux polluants (métaux lourds, métalloïdes, polluants organiques, pesticides, radionucléides, eutrophisants...) s'y sont accumulés, en étant susceptibles d'affecter le fonctionnement écologique des sols, et la santé publique, via la chaîne alimentaire (bioturbation, bioaccumulation). Il existe des directives européennes sur l'air et l'eau, mais pas encore sur les sols.

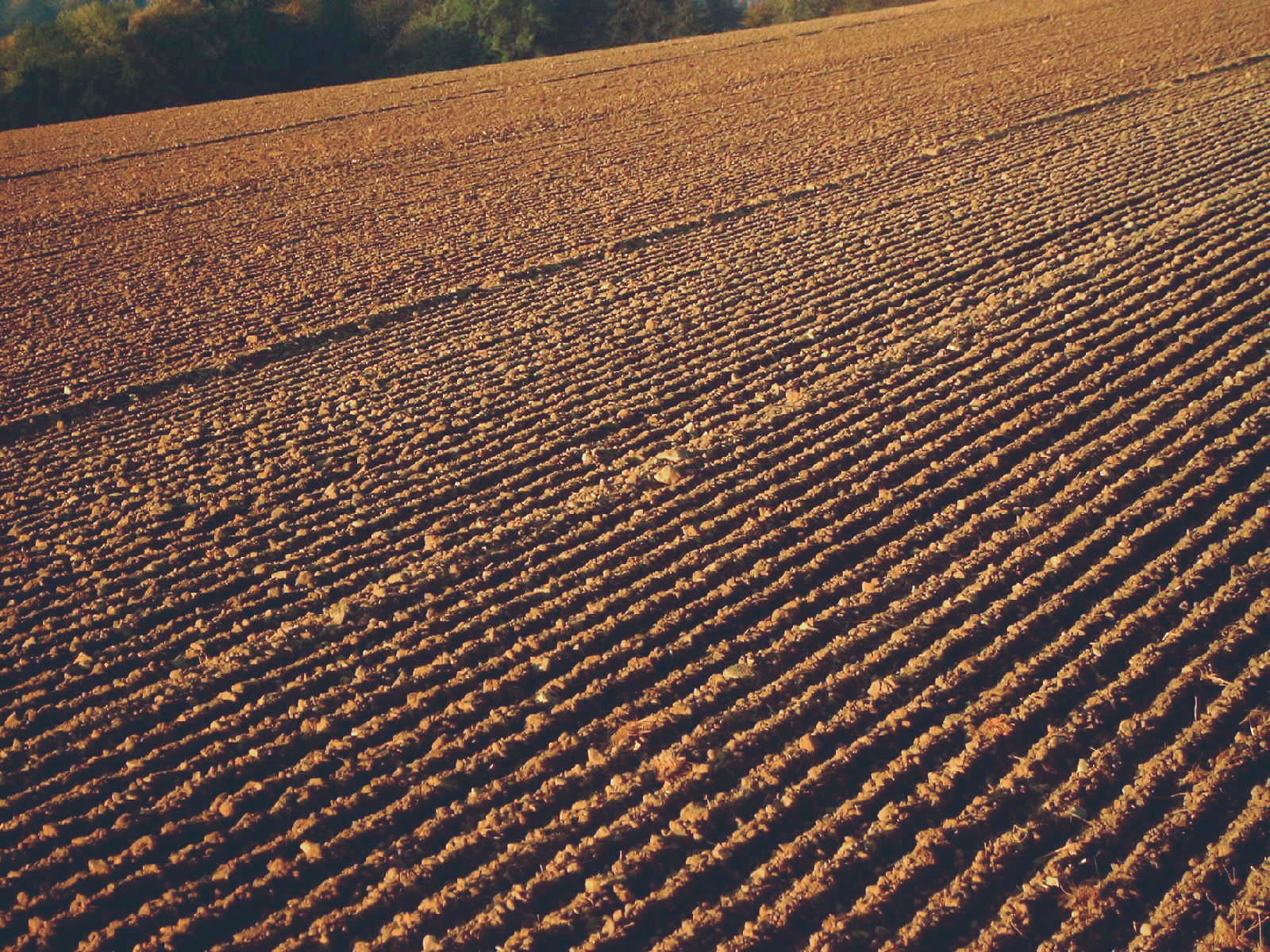
Les sols sont notamment le support de l'agriculture, qui peut contribuer à les dégrader par le labour et un usage intensif d'engrais et pesticides, un manque de retour de matière organique (perte d'humus) ainsi que - dans le cas des sols limoneux fragiles - par l'utilisation d'engins agricoles trop lourds (tassement et asphyxie).

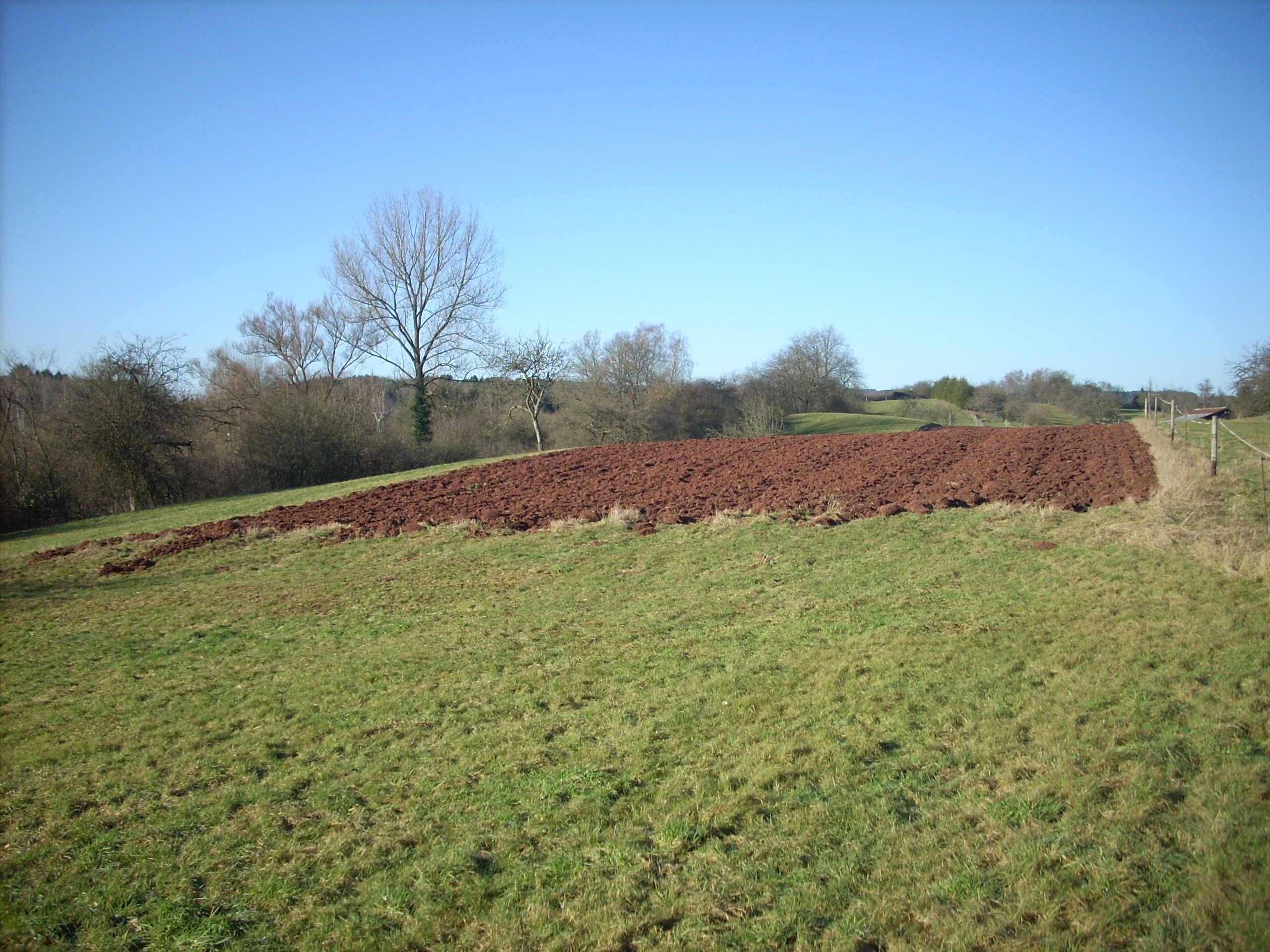
Le retournement des prairies, notamment des prairies permanente est aussi une cause de dégradation des sols, de leur capacité de puits de carbone. Une des conséquences est l'augmentation du ruissellement, de l'érosion et par suite de la turbidité des cours d'eau et du colmatage des frayères.

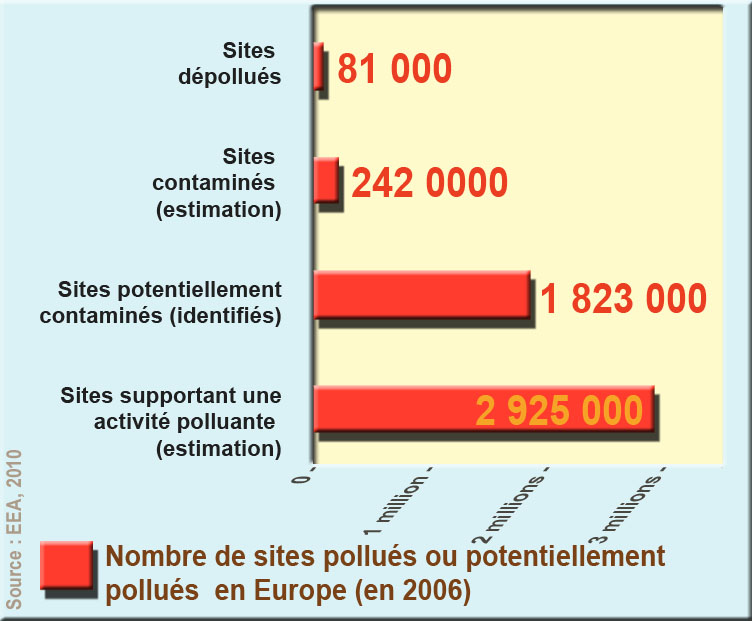
À cause des retombées aériennes diffuses de l'industrie, du chauffage, des transports, de l'agriculture, des essais nucléaires ou de l'accident de Tchernobyl, aucun sol européen ne peut être considéré comme indemne de pollution à l'état de trace. Des sites plus pollués ou suspectés de l'être sont répertoriés dans tous les pays de l'UE, en vue de les dépolluer ou d'éviter de les utiliser pour certaines activités. Ce graphique présente le nombre de sols dépollués, pollués, probablement pollués ou abritant une activité polluante, et leur statut (état 2006)

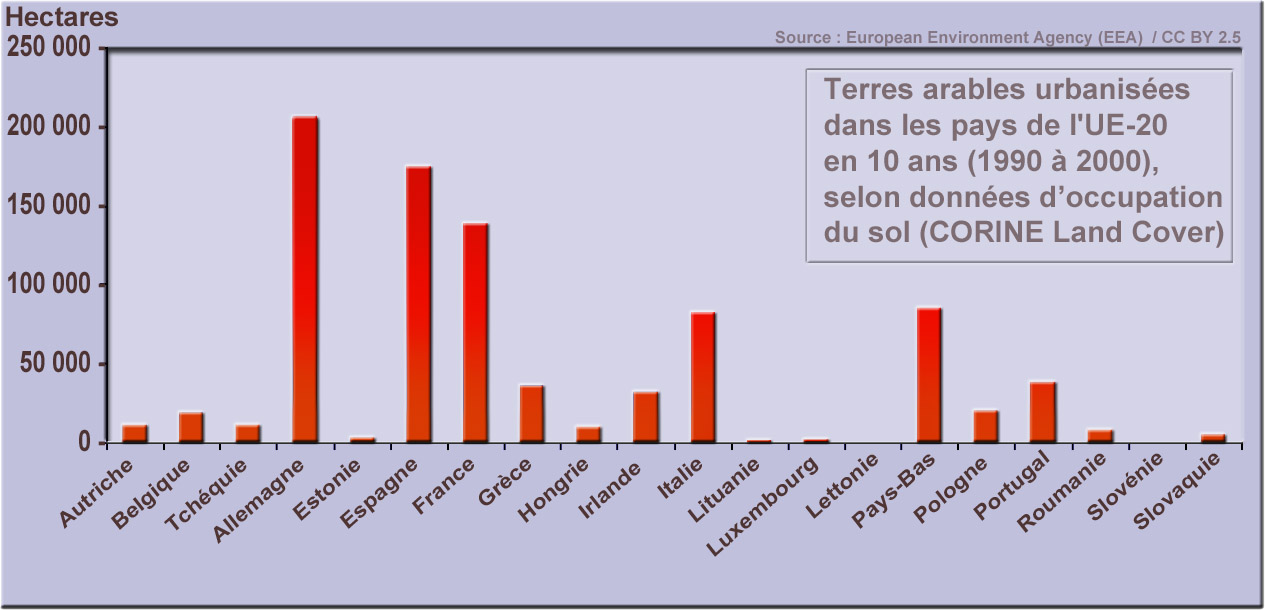
La France, avec l'Espagne et l'Allemagne, fait partie, selon l'Agence européenne pour l'environnement des 20 pays européens qui ont en 10 ans perdu le plus de sols agricoles (transformés en routes, immeubles, zones d'activité...), selon la mise à jour de la carte européenne d'occupation du sol Corine Land Cover
(Cliquer sur l'image pour l'agrandir)

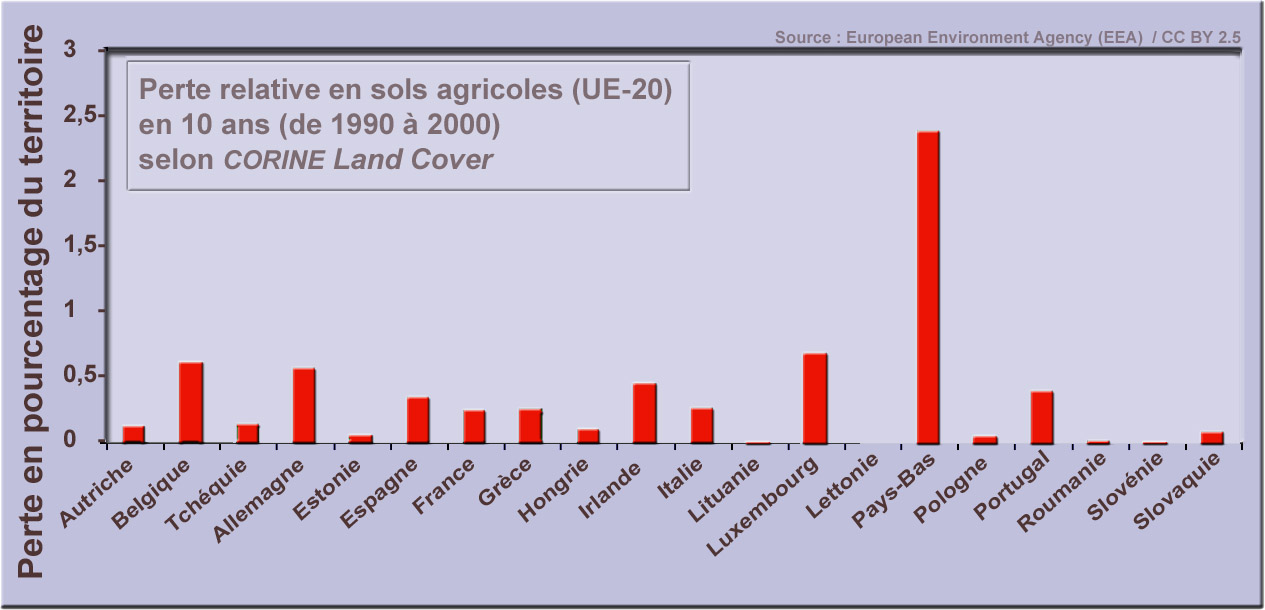
À partir des mêmes données que ci-dessus, mais rapportées à la surface de chaque pays, ce graphique met visuellement en évidence le fait que la perte de terres agricoles due à l'urbanisation, à la périurbanisation et à l'artificialisation (routes...) est proportionnellement beaucoup plus importante dans les petits pays très peuplés (Les Pays-Bas étant un exemple typique), Ici, la France bien qu'elle compte parmi les 3 pays qui perdent le plus de sols agricoles parait moins touchée en raison de la taille de son territoire

Le projet de directive-cadre sur la protection des sols est un projet de directive européenne du Parlement européen et du Conseil proposée par la commission le 22 septembre 2006 (COM(2006) 232 final) et adoptée en première lecture le 14 novembre 2007 par les députés européens, non encore définitivement adoptée. Il vise à lutter contre la régression et dégradation des sols, à échelle européenne.
Déjà plus communément dénommée « Directive sols », ce projet définit un premier cadre européen pour la protection des sols.

Il pose des objectifs communs de protection des sols, mais en accordant une flexibilité aux États-membres dans le choix des moyens d’atteindre ces objectifs (Obligation de résultats, mais choix des moyens).

Il modifie aussi la directive 2004/35/CE du 21 avril 2004 relative à la responsabilité civile environnementale en ce qui concerne la prévention et la réparation des dommages environnementaux, qui dispose que, dans le cas des sites orphelins, les mesures de réparation peuvent être prises par l'autorité compétente en dernier ressort (ailleurs le principe pollueur-payeur s’applique en théorie). Cette dernière directive ne concernait que la contamination des sols engendrant un grave risque pour la santé humaine (omettant les risques environnementaux, et excluant de son champ les phénomènes de contamination anciens (ex : séquelles de guerre) et toute dégradations antérieures à son entrée en vigueur. Elle a été modifiée pour intégrer les principes et obligations de la directive sol en matière d’assainissement.
En novembre 2021, la Commission européenne considère que 60 à 70 % des sols européens sont dégradés et qu'environ 1 milliard de t/an de sols sont emportées en mer par l'érosion (perte agricole estimée à 1,25 milliard d'euros/an). Dans le double cadre du Pacte vert pour l'Europe et de la stratégie en faveur de la biodiversité à l'horizon 2030, une stratégie en faveur des sols prévoit une législation dédiée avant 2023, visant des sols restaurés, résilients et protégés (« zéro pollution ») avant 2050.

## Cadre européen
Après les directives sur l'eau et l’air, et après de longues négociation avec les états-membres, le sol européen est peu à peu pris en compte, à l'échelle européenne de subsidiarité, dans les années 2000, avec :
- une stratégie thématique sur la protection des sols, qui découle du sixième programme d'action pour l'environnement (2002) et d’un constat alarmant et de mieux en mieux documenté. La commission européenne y estimait que les politiques agricoles et environnementales alors existantes pouvaient certes contribuer à protéger les sols, mais qu’elles ne s’appliquaient que très diversement, sur une très faible part des sols dégradés ou pollués, et sans couvrir toutes les menaces pesant sur les sols, rendant nécessaire une approche européenne plus globale, d’où l’idée d’une directive-cadre, comme il en existe une pour l’eau[5]. Cette stratégie prône la protection et la restauration des sols dégradés “ de manière à les ramener à un niveau de fonctionnalité correspondant au moins à leur utilisation actuelle et à leur utilisation prévue, en tenant compte également des implications financières de la restauration des sols ”[6].
- une communication de la Commission en 2002[7], qui a recueilli les conclusions favorables des autres institutions européennes.
- l’adoption (496 voix pour, 161 contre et 22 abstentions) le 14 novembre 2007, par le Parlement européen du projet de « directive sol » préparé par la commission.

## Motifs ayant justifié cette directive
Selon la commission européenne, la dégradation des sols est un problème grave en Europe, qui se pose avec une intensité différente mais importante et croissante pour les 27 pays de l’UE.
La commission estime que ces dégradations ont une incidence directe sur l'eau, l'air, la biodiversité et le changement climatique, mais aussi sur la santé de l’Homme et des animaux, et sur la sécurité sanitaire des denrées agricoles.

### Causes de dégradation
Selon la Commission, les sols européens se dégradent rapidement, en raison de pratiques agricoles et sylvicoles inadéquates, des impacts de l'expansion urbaine, industrielle, du tourisme et des « grands travaux » qui empêchent les sols de remplir les services écologiques et agricoles qu’ils devraient ou pourraient rendre. La perte de matière organique des sols diminue notamment leur fonction de puits de carbone, leur capacité de rétention hydrique et perturbe les cycles biogéochimiques (gaz et nutriments notamment), ainsi qu’une moindre dégradation de contaminants biodégradables… Cette dégradation se traduit aussi par une perte de fertilité et de biodiversité.

### Chiffres
La commission, sur la base des données disponibles, estimait en 2006 que :
- 12 % des sols européens (115 millions ha) sont soumis à l'érosion hydrique,
- 42 millions d'hectares subissent une érosion éolienne,
- 45 % des sols européens sont aujourd’hui pauvres ou appauvris en matières organiques, surtout dans les pays du sud, mais aussi dans des « régions de France, du Royaume-Uni et d'Allemagne ».

–  Environ 3,5 millions de sites sont « potentiellement contaminés » dans l'UE-27
“Corine Land Cover”, la base de données géoréférencéée européenne montre de profonds et rapides changements dans l’usage des sols de l’UE : Outre que l’agriculture s’intensifie, de 1990 à  2000, plus de 2,8 % des terres ont changé d'affectation au profit de la périurbanisation. Ce changement ne concerne que 0,3 % dans certains États-membres, mais atteint 10 % du sol dans d'autres. La tendance, qui pourrait s'aggraver étant donné les perspectives de changement climatique, est à une augmentation de la dégradation des sols (aggravation étant en quelque sorte auto-entretenue, le sol étant lui-même un puits de carbone) La commission estime “ que la dégradation des sols en Europe va se poursuivre, peut-être à un rythme plus rapide ” (page 3/13 de la Stratégie thématique en faveur de la protection des sols déjà citée).

## Obligations fixées par la directive
Les états doivent :
- répertorier les sites pollués (inventaire national, public, des sites contaminés), dans un délai de six ans à partir de l'adoption de la directive. Les états peuvent créer des répertoires régionaux (mis à jour au moins tous les 5 ans pour inclure les nouveaux sites contaminés et exclure les sites assainis). Doivent au minimum être répertoriés, les sites ayant hébergé ou hébergeant des activités affectant les sols, pouvant causer des accidents industriels majeurs, les installations minières, les décharges...
- lister des zones prioritaires de protection qui doivent faire l'objet d'une protection spéciale (dans un délai de 5 ans après transposition de la directive). Il s’agit d’y protéger les sols contre l'érosion, le tassement, la salinisation, la perte de la matière organique, les glissements de terrain, les affaissements (dont affaissements miniers), la désertification, les effets néfastes du changement climatique sur le sol, l’appauvrissement de la biodiversité du sol et l’acidification. La liste de ces zones sera révisée tous les dix ans.

Un concept nouveau de « sol de grande valeur » apparaît, désignant des sols méritant d'être protégés pour des caractéristiques remarquables ou particulières (structures spécifiques, valeur écologique, culturelle et/ou historique ou utilisation particulière).
- Des stratégies d’assainissement (réparatrices) des sols pollués (dépollution des sols) ou dégradés doivent être élaborées (dans un délai de sept ans), mais “ au niveau administratif que les états jugent approprié ” (via éventuellement une délégation aux autorités régionales ou locales), mais selon des priorités fixées ou à fixer par les états. Ces stratégies doivent au minimum comporter une procédure de fixation d'objectifs d'assainissement, de priorités, et un calendrier de mise en œuvre des mesures d'assainissement des sites localisés.
- Devoir de mémoire et d'information : Tout acquéreur foncier devra être informés des activités (présentes et passées) ayant concerné le site et se voir fournir toute information disponible sur les niveaux de concentrations des substances dangereuses dans le sol. Pour alléger la charge administrative, les députés ont supprimé une disposition qui, lors d’une vente de site où  est pratiquée (ou a été pratiquée) une activité potentiellement polluante, imposait au propriétaire du site ou à l'acheteur potentiel, de mettre un rapport relatif à l'état du sol à la disposition de l’autorité compétente et de l'autre partie à la transaction.

Les mesures pour combattre ces facteurs de dégradation des sols sont laissés au libre-choix des États membres.
Les États membres qui le souhaitent pourront promouvoir des mesures et politiques visant à mieux sensibiliser le public et à améliorer les connaissances scientifiques concernant ces sols ainsi qu'à protéger et améliorer leurs caractéristiques et leurs fonctions (Les terroirs et appellation d’origine contrôlée pourraient en tirer bénéfice).

## Définitions
- Types de sols : 320 grands types de sols ont été définis et répertoriés en Europe. Dans une approche multifonctionnelle, ils sont ici considérés par la commission européenne[11] comme « interface entre la terre, l'air et l'eau », plate-forme pour les activités humaines, support de la biodiversité, du paysage et du patrimoine culturel, abritant la « majeure partie de la biosphère et jouant dans ce cadre un “ rôle central en tant qu'habitat et pool génique ». 
C’est une ressource considéré comme « essentiellement non renouvelable »  en raison d’un processus de formation extrêmement lent, et une source vitale de biomasse (notamment alimentaire) et de matières premières.
- Services rendus par le sol : Il assure notamment des services de stockage, de filtration (épuration) et de transformation de nombreuses substances, y compris l'eau, les nutriments et le carbone. 
C’est le puits de carbone le plus important au monde avec 500 gigatonnes selon la commission). Ces fonctions doivent être protégées en raison de leur importance socio-économique et environnementale, conclut la commission[11].
- Les « sites contaminés » sont définis par le Parlement (projet de directive) comme « tout site sur lequel a été confirmée la présence - sur ou dans le sol - des substances dangereuses engendrées par l'activité humaine et présentant un risque significatif pour la santé ”. Une large marge d’interprétation étant donnée aux états pour interpréter la notion de “ risque significatif » (ex : concernant les impacts de l’agriculture, des séquelles de guerre, des pollutions routières et autoroutières, des retombées de Tchernobyl, etc.)[11].
- Prévention et réparation : L’UE définit pour la première fois des mesures de prévention et de remise en état des sols dégradés. 
Le texte a été plusieurs fois édulcoré par la commission puis par les parlementaires, qui ont cependant ajouté les zones aéroportuaires, portuaires et militaires dans la liste des sites où des substances dangereuses ont pu avoir été manipulées. 
Le texte laisse les états-membres largement décider des moyens qu’ils utiliseront, mais il y a obligation de résultat.
- Évaluation : Un Indice biotique sol (IBQS Biotic Indicator of Soil Quality ou BISQ) est étudié et testé, sur le modèle des indices biotiques utilisés pour l'eau. Il sera nécessaire à l'évaluation de la qualité des sols et  à l'évaluation du chemin à parcourir pour atteindre le bon état écologique du sol. L'approche peut ou doit encore être affinée et pourrait bénéficier des progrès de la génomique qui permettent par exemple maintenant une mesure de la richesse en ADN d'un sol, sans avoir besoin de connaître les espèces qui y vivent.

### Contexte international
La commission a estimé que ce contexte était favorable à une législation sur les sols, avec :
- La convention de Rio sur la diversité biologique (CDB) considère que la biodiversité des sols nécessite une attention spéciale, ce qui a justifié une “Initiative internationale pour la conservation et l'utilisation durable de la diversité biologique des sols”, le sol devant être également évoqué à la conférence mondiale pour la biodiversité, à Nagoya (2010).
- Les États membres de l’U-E-27 ont tous signé (ainsi que la Communauté) la convention des Nations unies sur la lutte contre la désertification (UNCCD), qui trouve déjà une application concrète dans les états méditerranéens et la plupart des nouveaux États membres sont concernés avec des programmes régionaux et nationaux de lutte contre la désertification.
- Divers états (États-Unis, Japon, Canada, Australie, Brésil et quelques pays en développement, ont créé des politiques d’observation (inventaire et cartographie des aléas, état des lieux, cartes de risques et dangers) et/ou de protection des sols s’appuyant sur des lois, orientations, monitoring, et parfois systèmes de taxation, inventaires, des programmes d'assainissement et des moyens financiers pour traiter les sites contaminés à propriétaire inconnus ou défaillants (sites dits « orphelins » en France.
- Protocole sur la protection des sols de la Convention alpine : Il vise un bon état des fonctions et services écologiques des sols, pour leur utilisation rationnelle.
- Protocole de Kyoto : il reconnaît au sol une fonction de puits de carbone[12],[13] à protéger et renforcer quand on le peut. Il envisage la séquestration du carbone dans les sols agricoles, via des pratiques adéquates de gestion des sols. L’UE via son groupe de travail du Programme européen sur le changement climatique (PECC) estime que les sols agricoles de l’UE peuvent aujourd’hui absorber 1,5 à 1,7 % des émissions anthropiques de CO2 de l'UE (pour la durée de la 1re période d'engagement du protocole de Kyoto).

## Historique
- 2003 : Révision de la Charte du Conseil de l'Europe sur la protection et la gestion durable des sols, et début d'un travail important de cartographie et récoltes d'observations.
- 22 septembre 2006 : la Commission européenne publie une “ stratégie thématique sur la protection des sols ”[14] (au terme d’un long travail débuté en 2002) qui servira de cadre à l'élaboration d'une proposition de Directive-cadre pour la protection des sols.
- 14 novembre 2007 : à la suite du rapport adopté en commission environnement du Parlement européen (rapport de Mme Cristina Gutiérrez- Cortines (PPE) 9-10-07) le Parlement européen (PE), malgré une forte controverse, se prononce en faveur d’une législation européenne sur la protection des sols, tout en y apportant plus d’une centaine d’amendements.
- 20 décembre 2007 : la France se range du côté de la Grande-Bretagne, de l’Allemagne, de l’Autriche et des Pays-Bas pour rejeter la proposition de directive cadre de la Commission sur les sols.
- Suites : une relance des discussions pour l'adoption d'une directives Sols est attendue pendant la présidence française de l'Union Européenne.

## Enjeux particuliers

### Importance de la coordination et de l’échange d’informations
Les États membres doivent élaborer des codes de bonnes pratiques en matière de protection des sols dans un délai de 5 ans.

Des échanges entre pays et acteurs sont encouragés pour promouvoir les meilleures pratiques, notamment en matière d'évaluation des risques, de recensement et contrôle des sols sensibles ou pollués, de dépollution et d'information du public et d'assainissement.

### Sols agricoles
Chaque État membre décidera de sa propre politique agricole en rapport avec les sols. La directive demande simplement que ces politiques soutiennent aussi des pratiques agricoles favorisant ou améliorant :
- la capacité des sols à filtrer et à retenir l'eau,
- la fonction de puits de carbone des sols.

Les États membres devraient également encourager l’utilisation d’engrais verts et de compost.

### Sols et climat
Le Parlement européen souligne le lien étroit entre protection des sols et atténuation des effets du changement climatique ; en particulier des changements dans l’utilisation des sols peuvent entraîner une fixation accrue du carbone ou une augmentation des gaz à effet de serre.

### Sol et droit
Le projet de directive s’est trouvé confronté à de nombreux freins. Elle n'aura finalement que peu d'impact sur le droit du sol.
La commission juridique du parlement européen elle-même a dans un avis du 26 octobre 2006 invité la commission de l'environnement, de la santé publique et de la sécurité alimentaire, compétente au fond, à rejeter la proposition de la Commission. Elle a estimé que le sol était une ressource sans “ incidences transfrontalières ”, sans retenir comme d’autres considérant l’ont proposé leur importante pour la protection des nappes ou le fait qu'à la suite de l’érosion éolienne ou hydrique des polluants issus des sols superficiels pouvaient être transportés d’un pays à l’autre. (Les aérosols sont même maintenant suivi par satellites sur leurs déplacements intercontinentaux). La stratégie européenne rappelait elle-même en fin de son introduction (paragraphe 1.1, page 4/13) en 2006 que “ Il est largement prouvé que la plupart des coûts liés à la dégradation des sols ne sont pas supportés par les utilisateurs immédiats des terres, mais généralement par la société dans son ensemble et par des acteurs géographiquement éloignés des sites en cause ”. La commission juridique du parlement a néanmoins estimé que parce que - selon elle - le sol est “ une question uniquement locale et régionale dont la règlementation relève de la compétence des états membres ”, “ il n'apparait pas nécessaire d'harmoniser le cadre législatif sur la protection des sols, et l'on ne voit pas quelle valeur ajoutée pourrait apporter une intervention de l'Europe ”. Cet avis précise que cette proposition de directive serait contraire aux  “ objectifs de Lisbonne ” et ne serait pas conforme au principe de proportionnalité, relevant aussi qu’elle omet de traiter du financement des mesures proposées.
La commission parlementaire de l’UE compétente pour l’agriculture a demandé que la directive n’interfère pas excessivement avec la PAC réformée, mais a reconnu qu’elle devait néanmoins combler les lacunes existantes en vue de protéger tous les sols contre les processus de dégradation, de manière à en assurer un usage durable.

## Mesures d'accompagnement
L'Union, en lien avec la FAO et le partenariat global « Global Soil Partnership (GSP) for Food Security and Climate Change Mitigation and Adaptation » et le « SOIL Action » du Joint Research Centre (JRC) européen, a mis en place divers outils de promotion de la qualité des sols, notamment soutenus par le programme LIFE.
L'Atlas européen de la biodiversité des sols permet de cartographier les dégradations et menaces pesant sur la biodiversité des sols dans l'Union Européenne. Cet atlas est le résultat d'une collaboration entre la Commission européenne, des universités, l'industrie et l'Organisation des Nations unies pour l'alimentation et l'agriculture (FAO) ainsi que la convention sur la diversité biologique (CDB). L'Agence de l'Environnement et de la Maîtrise de l'Énergie (ADEME), l'Institut National de la Recherche Agronomique (INRA) et le Ministère de l'Écologie du Développement Durable et de l'Énergie sont chargés de sa version française.

## Sources

## Compléments